# Альфос-де-Брісія
Альфос-де-Брісія (ісп. Alfoz de Bricia) — муніципалітет в Іспанії, у складі автономної спільноти Кастилія-і-Леон, у провінції Бургос. Населення — 96 осіб (2010).

## Географія
Муніципалітет розташований на відстані близько 280 км на північ від Мадрида, 65 км на північ від Бургоса.

### Клімат
| Клімат Альфос-де-Брісія | Клімат Альфос-де-Брісія | Клімат Альфос-де-Брісія | Клімат Альфос-де-Брісія | Клімат Альфос-де-Брісія | Клімат Альфос-де-Брісія | Клімат Альфос-де-Брісія | Клімат Альфос-де-Брісія | Клімат Альфос-де-Брісія | Клімат Альфос-де-Брісія | Клімат Альфос-де-Брісія | Клімат Альфос-де-Брісія | Клімат Альфос-де-Брісія | Клімат Альфос-де-Брісія |
| Показник                | Січ.                    | Лют.                    | Бер.                    | Квіт.                   | Трав.                   | Черв.                   | Лип.                    | Серп.                   | Вер.                    | Жовт.                   | Лист.                   | Груд.                   | Рік                     |
| Середній максимум, °C   | 13,3                    | 13,8                    | 14,9                    | 15,9                    | 18,5                    | 20,8                    | 23,1                    | 23,7                    | 22,5                    | 19,6                    | 16,1                    | 14,4                    | 18,1                    |
| Середня температура, °C | 9,5                     | 9,9                     | 10,7                    | 12,0                    | 14,6                    | 17,1                    | 19,4                    | 19,9                    | 18,3                    | 15,4                    | 12,2                    | 10,7                    | 14,1                    |
| Середній мінімум, °C    | 5,6                     | 5,9                     | 6,5                     | 8,0                     | 10,7                    | 13,4                    | 15,6                    | 16,1                    | 14,1                    | 11,3                    | 8,2                     | 6,9                     | 10,2                    |
| Днів з опадами          | 13                      | 12                      | 12                      | 13                      | 11                      | 8                       | 7                       | 7                       | 9                       | 12                      | 13                      | 12                      | 129                     |
| ----------------------- | ----------------------- | ----------------------- | ----------------------- | ----------------------- | ----------------------- | ----------------------- | ----------------------- | ----------------------- | ----------------------- | ----------------------- | ----------------------- | ----------------------- | ----------------------- |
| Джерело: www.yr.no      |                         |                         |                         |                         |                         |                         |                         |                         |                         |                         |                         |                         |                         |

## Населені пункти
На території муніципалітету розташовані такі населені пункти: (дані про населення за 2010 рік)
- Барріо-де-Брісія: 16 осіб
- Брісія: 6 осіб
- Кампіно: 6 осіб
- Сільєруело-де-Брісія: 7 осіб
- Лінарес-де-Брісія: 0 осіб
- Ломас-де-Вільямедіана: 13 осіб
- Монтехо-де-Брісія: 40 осіб
- Пресільяс: 1 особа
- Вальдеріас: 4 особи
- Вільямедіана-де-Ломас: 3 особи
- Вільянуева-Карралес: 0 осіб

## Демографія
Динаміка населення (INE ):